# Adriana Nechita
Adriana Nicoleta Nechita-Olteanu; z d. Nechita (ur. 14 listopada 1983 w Băilești) – rumuńska piłkarka ręczna, reprezentantka kraju. Obecnie występuje w rumuńskim HCM Baia Mare. Gra na pozycji prawoskrzydłowej.
Latem 2007 roku Adriana poślubiła Cătălina Olteanu.
Brązowa medalistka mistrzostw Europy w 2010 r. rozgrywanych w Danii i Norwegii.

## Sukcesy

### reprezentacyjne
Mistrzostwa Europy:
- 2010

### klubowe
Liga Mistrzyń:
- (2010[1])

Mistrzostwo Rumunii:
- (2002, 2007, 2008, 2009, 2010, 2011, 2012, 2013)

Puchar Rumunii:
- (2001, 2002, 2007, 2011)

Superpuchar Rumunii:
- (2007)

Puchar Zdobywców Pucharów:
- (2007)